# Vrbovce
Vrbovce (maďarsky Verbóc) jsou obec na Slovensku v okrese Myjava. Žije v nich přibližně 1 500 obyvatel. První písemná zmínka o vesnici pochází z roku 1394.

## Přírodní poměry
Katastrální území obce je součástí chráněné krajinné oblasti Biele Karpaty a leží v něm přírodní památky Bučkova jama, Kožíkov vrch, Malejov a Štefanová.

## Osada Šance (U Sabotů)
Na základě místního referenda byla 25. července 1997 ke Slovensku převedena a k Vrbovcům přičleněna historicky moravská osada Šance, do té doby náležící České republice pod názvem U Sabotů. Součástí převáděného území byla i železniční stanice Vrbovce, která se po rozdělení Československa v roce 1993 ocitla na českém území, ačkoliv byla využívána převážně obyvateli 4,5 km vzdálených Vrbovců.

## Rodáci
- Karol Adamiš (1813–1849), literát a evangelický kněz
- Ján Beblavý (1898–1968), církevní spisovatel, vysokoškolský učitel a evangelický kněz
- Ján Pravoslav Leška, literát a evangelický kněz
- Štěpán Leška (1757–1818), filolog, překladatel, spisovatel, novinář